# SZR 2001
Albums de S-Crew
Destins liés
(2016)
SZR 2001 est troisième album studio du groupe de rap français S-Crew sorti le 10 juin 2022, il fait suite à l'album Destins liés paru en 2016 et Seine Zoo en 2013. 
L'album s'écoule la première semaine à 63 364 équivalents ventes et se classe premier du Top Albums français, ce qui le rend éligible au disque d'or,.

## Genèse
Le 7 juin, à 22h22, sort le premier extrait clippé 22. La fin du clip vidéo annonçant par ailleurs la date de sortie du projet : le 10 juin 2022.
Le titre de l'album signifie Seine Zoo Records, label de Nekfeu et du groupe pour SZR et 2001 étant l'année de création (supposée) du groupe.

## Sortie vinyle
Le 24 juin 2022 le groupe publie 4 nouveaux morceaux solos à l'occasion de la sortie vinyle.

## Liste des pistes
| 1.    | N'oublie pas                             | Hugz Hefner          | 3:22 |
| 2.    | Manque de sommeil                        | Hugz Hefner          | 2:46 |
| 3.    | La loi du plus fort                      | Hugz Hefner          | 2:43 |
| 4.    | 22                                       | Hugz Hefner          | 3:21 |
| 5.    | Drap sur les opps                        | Hugz Hefner          | 2:57 |
| 6.    | Chez nous                                | Hugz Hefner          | 3:07 |
| 7.    | Maintenant                               | Hugz Hefner & Kezo   | 3:01 |
| 8.    | Encore                                   | Hugz Hefner          | 3:35 |
| 9.    | Mauvais dans le fond (feat. PLK & Doums) | Hugz Hefner          | 3:18 |
| 10.   | Ouais Boy                                | Hugz Hefner & Selman | 3:39 |
| 11.   | Fight Club                               | Hugz Hefner          | 2:37 |
| 12.   | DonZoo (feat. Alpha Wann)                | Hugz Hefner          | 3:18 |
| 13.   | Djadja                                   | Hugz Hefner          | 3:16 |
| 14.   | Plus rien à faire                        | Hugz Hefner          | 3:04 |
| 15.   | 2001                                     | Hugz Hefner          | 3:16 |
| 16.   | Trilogie                                 | Hugz Hefner          | 2:55 |
| 50:24 |                                          |                      |      |